# Sainte Coiffe de Cahors
La Sainte Coiffe de Cahors serait l'un des linges mortuaires qui auraient été utilisés pour l'ensevelissement de Jésus-Christ. À cette époque, les Juifs couvraient la tête du mort avec une coiffe qui servait de mentonnière (nommé pathil en hébreu). Ensuite, ils enveloppaient le corps avec un linceul attaché avec des bandelettes. Enfin, ils couvraient le visage avec un voile pour retenir les parfums. Cette relique de la Passion est tenue au secret dans la chapelle Saint-Gausbert, exceptionnellement ouverte au public, de la cathédrale de Cahors.
Le terme de Sainte Coiffe est utilisé plutôt que celui de Suaire de Cahors, utilisé dans le passé (nom de l'ouvrage en latin de Marc-Antoine Dominicy, De sudario capitis Christi, Cahors, 1640). Le mot Suaire renvoie à plusieurs reliques mais qui sont de types différents.

## Historique

### Origine
La tradition attribue à Marie la réalisation de la Sainte Coiffe. Celle-ci aurait été utilisée lors de la sépulture de Jésus. Certains voient dans le suaire mentionné dans l'évangile de Saint Jean (20, 6-7) ce qui serait la Sainte Coiffe :
Simon Pierre entre dans le tombeau ; il aperçoit les linges, posés à plat, ainsi que le suaire qui avait entouré la tête de Jésus, non pas posé avec les linges, mais roulé à part à sa place.
Il est à noter que cette référence à Saint-Jean est aussi utilisée pour le suaire d'Oviedo. 
Les disciples de Jésus auraient récupéré les linges après la résurrection. La Sainte Coiffe serait ensuite demeurée à Jérusalem.

### Parcours et arrivée à Cahors
Il existe plusieurs hypothèses quant à l'arrivée de la relique à Cahors au Moyen Âge.  

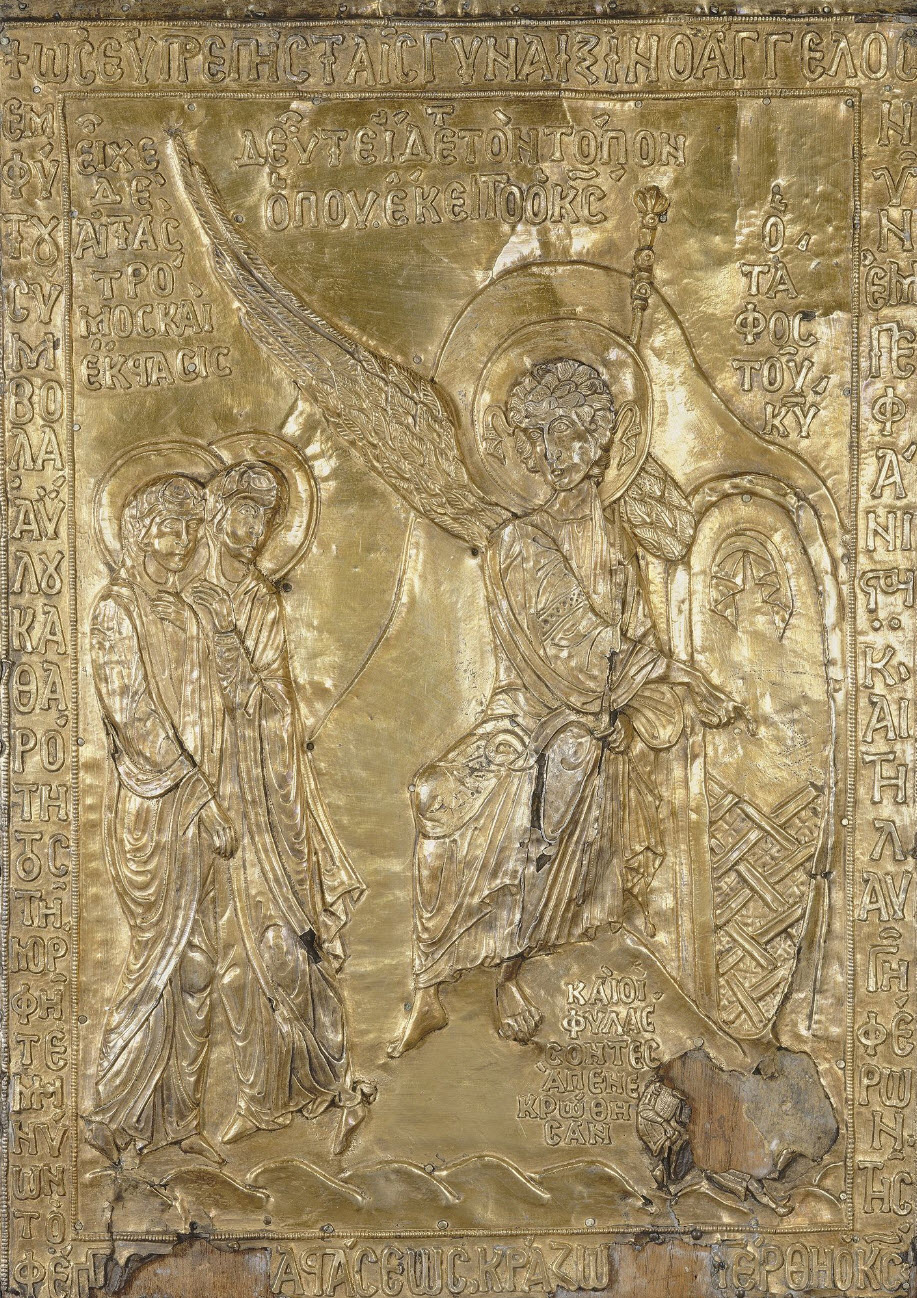
Reliquaire de la Pierre détachée du Saint Sépulcre qui montrerait la Coiffe d'après Pierre Babinet.

#### Hypothèse Charlemagne - vers 803
Une hypothèse suggère que la Sainte Coiffe aurait été donnée à Charlemagne soit par le Calife Haroum el Rachid et le Patriarche Thomas de Jérusalem, soit par l'impératrice Irène de Constantinople. En l'an 803, Charlemagne aurait donné la Sainte Coiffe à Ayma (Aymatus), évêque de Cahors. Cette hypothèse a été peu considérée par les historiens au cours du temps, bien qu'illustrée par un tableau montrant Charlemagne faisant don de la Sainte-Coiffe à l'évêque de Cahors par les mains de Namphase un de ses paladins et présent à la cathédrale de Cahors.

#### Hypothèse Cardaillac - Calixte II - vers 1110
Pour Guillaume Lacoste, historien du Quercy au XIXe siècle et de nombreux autres auteurs (Boulade...), la Sainte Coiffe aurait été rapportée par Géraud de Cardaillac, évêque de Cahors, à son retour de croisade entre 1109 et 1113, au moment de la construction de la cathédrale. Le 27 juillet 1119 (le six des calendes d'août), le Pape Calixte II aurait consacré l'autel du très Saint Suaire dans la cathédrale de Cahors. Cette date est considérée comme suspecte car l'abbé de Fouilhac, utilisant les registres de l'hôtel de ville, indique que l'autel du Saint-Suaire est sacré le 14 novembre 1484 par l'évêque de Cahors Antoine Allemand. Une partie de l'autel disparut lors du sac de la ville en 1580, en sombrant dans le Lot après avoir été pris comme butin.

#### Hypothèse de la quatrième croisade - vers 1210
Robert Babinet pense que la Sainte Coiffe se trouvait dans la chapelle Sainte-Marie du Pharos, en 1201. Il remarque notamment que sur le bas-relief du reliquaire de la Pierre détachée du Sépulcre, qu’envoya le dernier empereur latin de Constantinople Baudouin II de Courtenay à Saint Louis le 30 septembre 1241, et qui relate l’annonce de la résurrection par un ange aux femmes venues au tombeau, on peut identifier la représentation de la Coiffe. Ce reliquaire a été démonté en 1793, mais la plaque et le couvercle sont déposés au Louvre (répertoriés MR 348 et MR 346). La Coiffe aurait alors été ramenée à Cahors  par un chevalier inconnu après la prise de Constantinople par la quatrième croisade, en 1204.

### Présence à Cahors du Moyen Âge jusqu'à la Révolution française
La première mention écrite connue de la relique ne date que de 1408. À cette date, un livre de comptes fait état d’une dépense de 27 sous pour l’achat de torches à l’occasion d’une procession de la relique. Cette année se tient le premier synode de l’évêque de Cahors Guillaume d’Arpajon. À cette occasion est organisée une procession au cours de laquelle la Sainte Coiffe est particulièrement honorée.
En 1482, la peste ravage le Quercy. La Coiffe est portée en procession à travers la ville. Tout Cahors est réuni suppliant Dieu d’épargner la cité : l’évêque, le chapitre, le clergé, les consuls et les magistrats, les corporations, les gens de guerre, le peuple. La ville est épargnée.
Le 14 novembre 1484, l'autel de la Sainte Coiffe est consacré par l'évêque de Cahors Antoine Allemand
Le 22 janvier 1487, par une bulle scellée par dix cardinaux, le Pape Innocent VIII accorde des indulgences aux personnes qui visitent la chapelle de la Sainte Coiffe.
En mai 1580 durant la septième guerre de religion, la ville de Cahors est prise par les huguenots de Henri IV. Les archives de la ville sont brûlées et la cathédrale pillée. Antoine de Gourdon, seigneur de Cénevières, est nommé gouverneur de cette ville et fait transporter l'autel de la Sainte Coiffe dans son château de Cénevières. Le reliquaire fait partie du butin mais la relique est jetée. Elle est récupérée par une femme qui l'échange contre deux quartons de froment, à deux notables prisonniers (Viugier et Dadine de Hauteserre). La Coiffe est emmenée à l'extérieur de la ville, à Luzech. Elle est réinstallée après la conclusion de la paix.  
À la suite de la Contre-Réforme catholique, le culte de la relique se développe tout au long des XVIIe et XVIIIe siècles.   
En août 1634, quatre notables sont reçus par Henri de la Tour en son château de Cénevières et identifient fortuitement l’ancien autel de la Sainte Coiffe avec l’inscription : « Le souverain Pontife Calixte II a consacré l’autel du Suaire de la tête du Christ l’an 1119, le six des calendes d’août. ». Cette  inscription est considérée comme douteuse car l'autel du Saint-Suaire est sacré le 14 novembre 1484  par l'évêque de Cahors Antoine Allemand.
En 1652, la peste atteint Cahors. Alain de Solminihac, évêque de la ville, ordonne que la Sainte Coiffe soit portée en procession.
En 1715, une messe de la Coiffe se trouve dans le bréviaire romano-cadurcien publié par l’évêque Mgr Henri de Briqueville de La Luzerne. Ce bréviaire indique : « Le Suaire, mis sur la tête de Notre-Seigneur, est très religieusement vénéré depuis plusieurs siècles dans l’église de Cahors, qui le tient, d’après la tradition, du très pieux empereur Charlemagne ». Cet office se retrouvera également dans les bréviaires de 1746 et 1760 par l’évêque Bertrand-Jean-Baptiste-René du Guesclin.
En 1732, la tribune réservée aux chanoines pour la fête de la Pentecôte est construite dans la cathédrale, suivi en 1738 de la chaire de laquelle la relique était montrée.
En 1791, Mgr Jean Danglars, évêque constitutionnel de Cahors, cache la Sainte Coiffe en lieu sûr. Elle est restituée à la cathédrale en 1801.

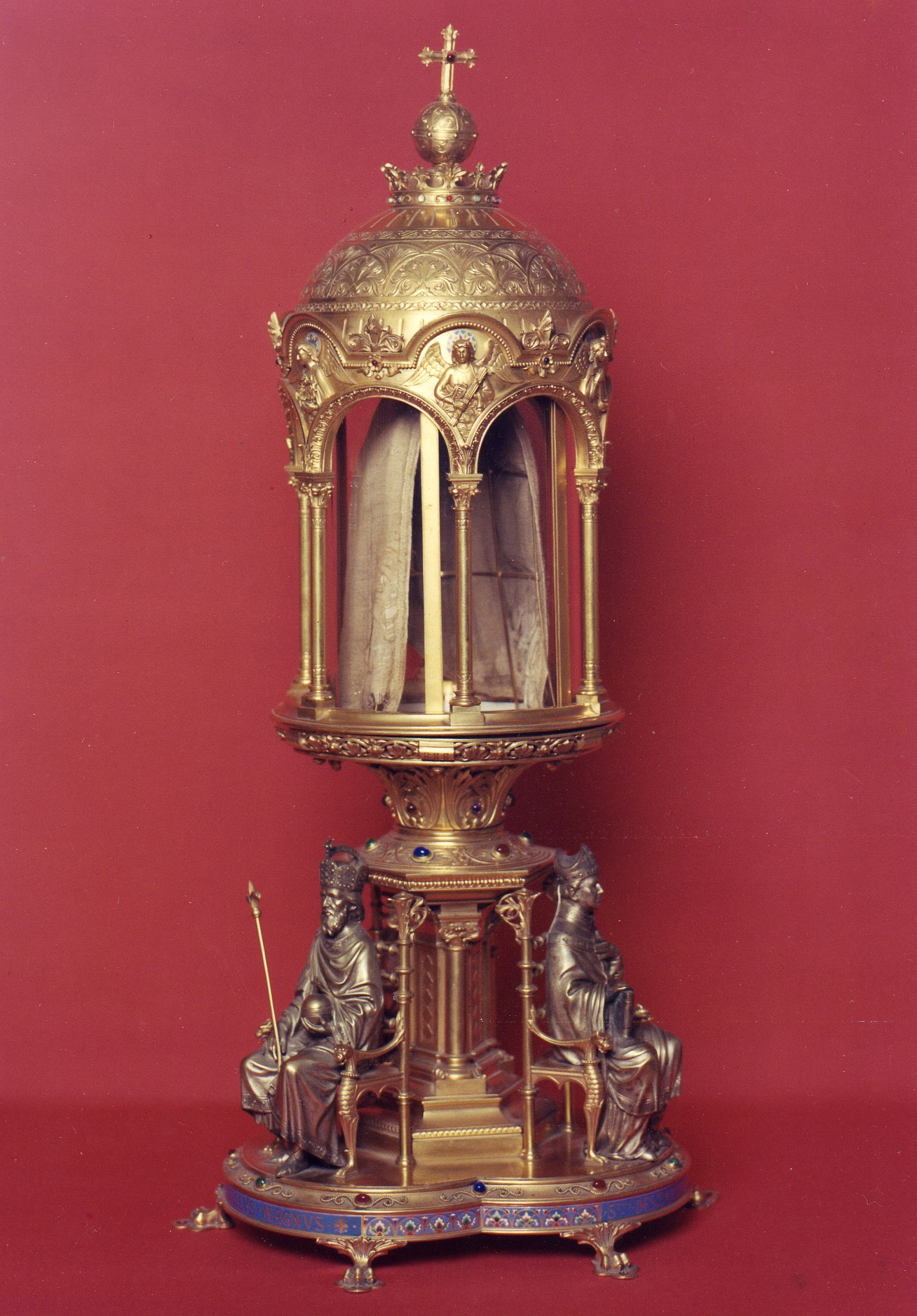
La Coiffe de Cahors dans son reliquaire actuel en bronze créé en 1899 par l'atelier Poussielgue-Rusand. Le reliquaire peut se démonter en trois, la coiffe restant dans un cylindre central.

### Époque récente
En 1838, la Coiffe est placée dans une châsse, plaquée d'argent.
La relique est conservée depuis 1899 dans un reliquaire en bronze doré réalisé par l'atelier Poussielgue-Rusand. Le reliquaire est surmonté d'un dôme décoré d'anges, sur son pied figurés assis sur un trône l'évêque de Cahors saint Didier (l'un des saints de la ville de Cahors), l'empereur Charlemagne, le pape Calixte II.
Le 25 juin 1899, une nouvelle châsse  de la Sainte Coiffe est bénite par Émile-Christophe Énard, évêque de Cahors et Henri-Charles Dénéchaud, évêque de Tulle.
En 1899, sur ordre de l’évêque du diocèse, la Coiffe est portée à pied sur 60 kilomètres, d’étape en étape et de paroisse en paroisse, au sanctuaire de Rocamadour.
En mai 1940 a lieu la dernière procession de la Sainte Coiffe. Il faut attendre près de 79 ans, en 2019 pour qu'une nouvelle procession soit organisée. 
En 1960, la Sainte Coiffe cesse d'être présentée à la dévotion de fidèles comme il était de tradition le dimanche de la Pentecôte et les deux jours suivants. Jusqu'à cette date elle était montrée à découvert par l'évêque du haut de la chaire avec dans la tribune en face les chanoines et les séminaristes. Depuis cette date, elle est exposée occasionnellement, lors des ordinations sacerdotales. 
La Sainte Coiffe de Cahors est conservée dans la chapelle Saint-Gausbert donnant sur le cloître de la cathédrale Saint-Étienne de Cahors. Elle fait l'objet d'une tentative de cambriolage dans la nuit du dimanche 5 au lundi 6 juillet 2015, mais sa protection blindée résiste.
Le reliquaire-monstrance réalisé par la Maison Poussielgue-Rusand et la relique de la Sainte Coiffe ont été inscrits au titre d'objet des monuments historiques le 15 janvier 1991.

### Remise en valeur

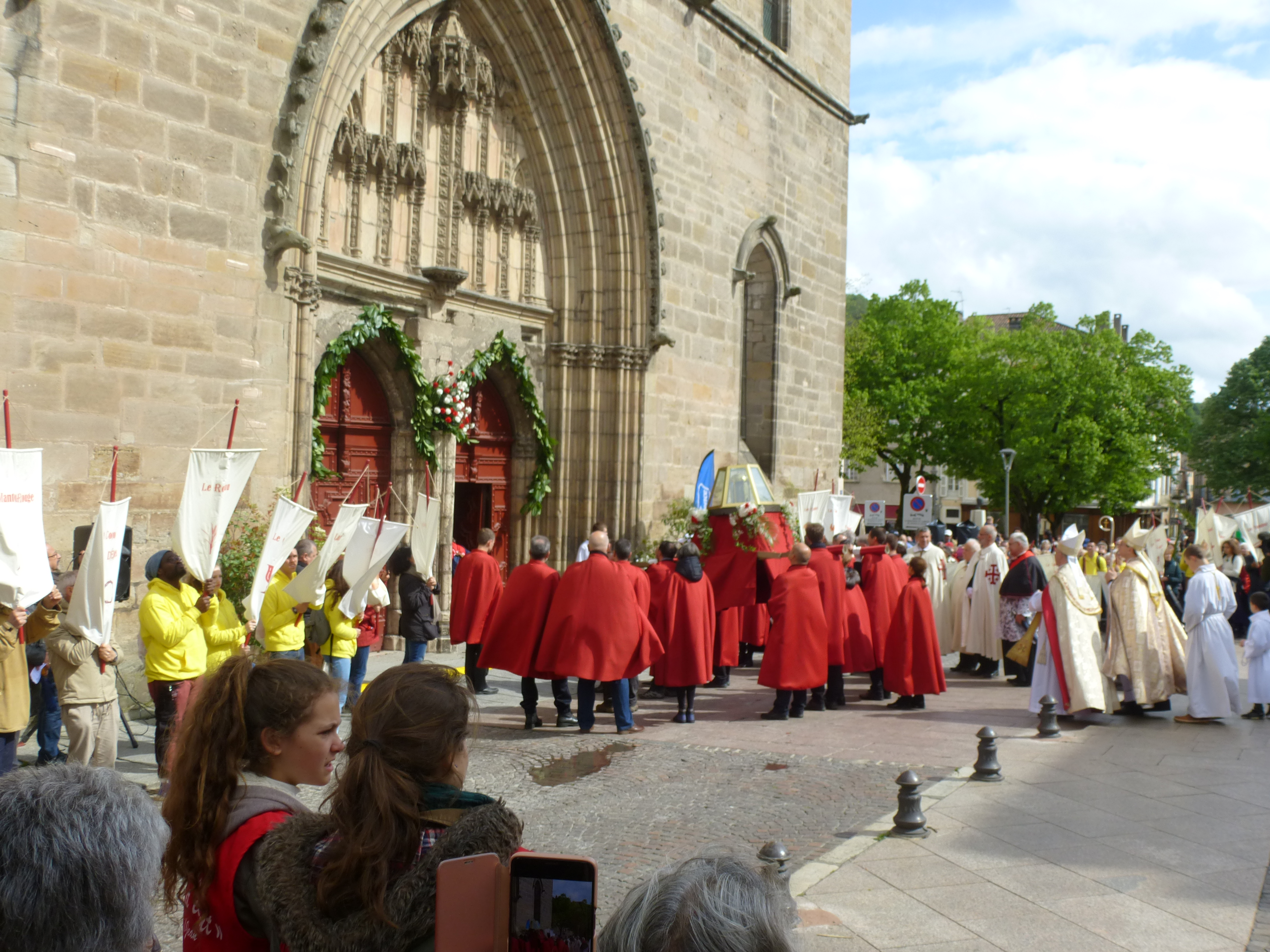
Entrée de la Coiffe de Cahors dans la cathédrale Saint-Étienne le 27 avril 2019 lors de la procession organisée à l'occasion des 900 ans de la cathédrale.

Lors de son ordination épiscopale le 4 octobre 2015, Mgr Laurent Camiade demande que la Sainte Coiffe soit exposée au pied de l'autel. Il découvre lui-même l'existence de la relique par le cambriolage manqué qui a lieu quelques mois auparavant.   
L'évêque de Cahors demande que la Sainte Coiffe soit remise en ostension pour la Pentecôte 2016. ce que le curé de Cahors de l'époque l'Abbé Florent MILLET, organise de concert avec les bâtiments de France qui exigent que la Sainte relique soit surveillée par une personne, le nom de Édouard SALMON (qui deviendra en septembre 2016 sacristain de la Cathédrale de CAHORS) est alors proposé, il devient ainsi dans les faits le premier garde d'honneur de l'histoire de la Sainte Coiffe. Ce sera la première ostension depuis 1960, soit 56 ans plus tard. une autre ostension aura lieu à la Pentecôte 2017, cette année là plusieurs personnes se relaient, le premier garde d'honneur toujours présent reçoit alors une formation par la DRAC pour manipuler le reliquaire sans endommager la Sainte relique.
Le projet de valoriser à nouveau la relique prend progressivement forme sous l'impulsion conjuguée de l'évêque et de Ronan de Gouvello, curé de la cathédrale, de la mairie de Cahors, et des services de l’État et du patrimoine. Le succès de l'ostension de la Sainte Tunique d’Argenteuil du 25 mars au 10 avril 2016  encourage le projet. L'organisation de festivités autour du 900e anniversaire de la cathédrale Saint-Étienne en est l'occasion. Pour cet anniversaire, l'évêché souhaite mobiliser une centaine de bénévoles et constituer une garde d'honneur de la Sainte Coiffe autour d'une ostension. Le moment fort sera une procession dans les rues de la ville. Aux pèlerins est proposé un parcours jubilaire, associant dans une démarche spirituelle la découverte de la cathédrale et la vénération de la relique. La réfection et l'aménagement de la chapelle d'axe permettront ensuite d'exposer la Sainte Coiffe.  
Le 900e anniversaire de la cathédrale Saint-Étienne de Cahors débute officiellement le 5 mars 2019 et  se poursuit jusqu'au 8 décembre 2019. L’ostension de la relique est ouverte le 14 avril et permet aux pèlerins de suivre à partir de cette date le parcours jubilaire en 7 étapes autour de la cathédrale et de la Sainte Coiffe. Près de 40 000 personnes se recueillent devant la relique pendant la période jubilaire.  

#### Procession du 27 avril 2019
Le 27 avril 2019 se tient la grande procession en l'honneur de la Sainte Coiffe dans les rues de Cahors. Elle réunit autour de l'évêque de Cahors et de celui de Tulle, environ deux mille personnes. Participent notamment à cet événement une délégation de l'ordre équestre du Saint-Sépulcre de Jérusalem, une délégation de la garde d'honneur des reliques de la cathédrale de Maurienne, le recteur et le vicaire de la basilique Saint-Denys d'Argenteuil (où est conservée la Sainte Tunique) ainsi que plusieurs confréries. La relique doit ensuite rejoindre sa chapelle rénovée lors de la Pentecôte.

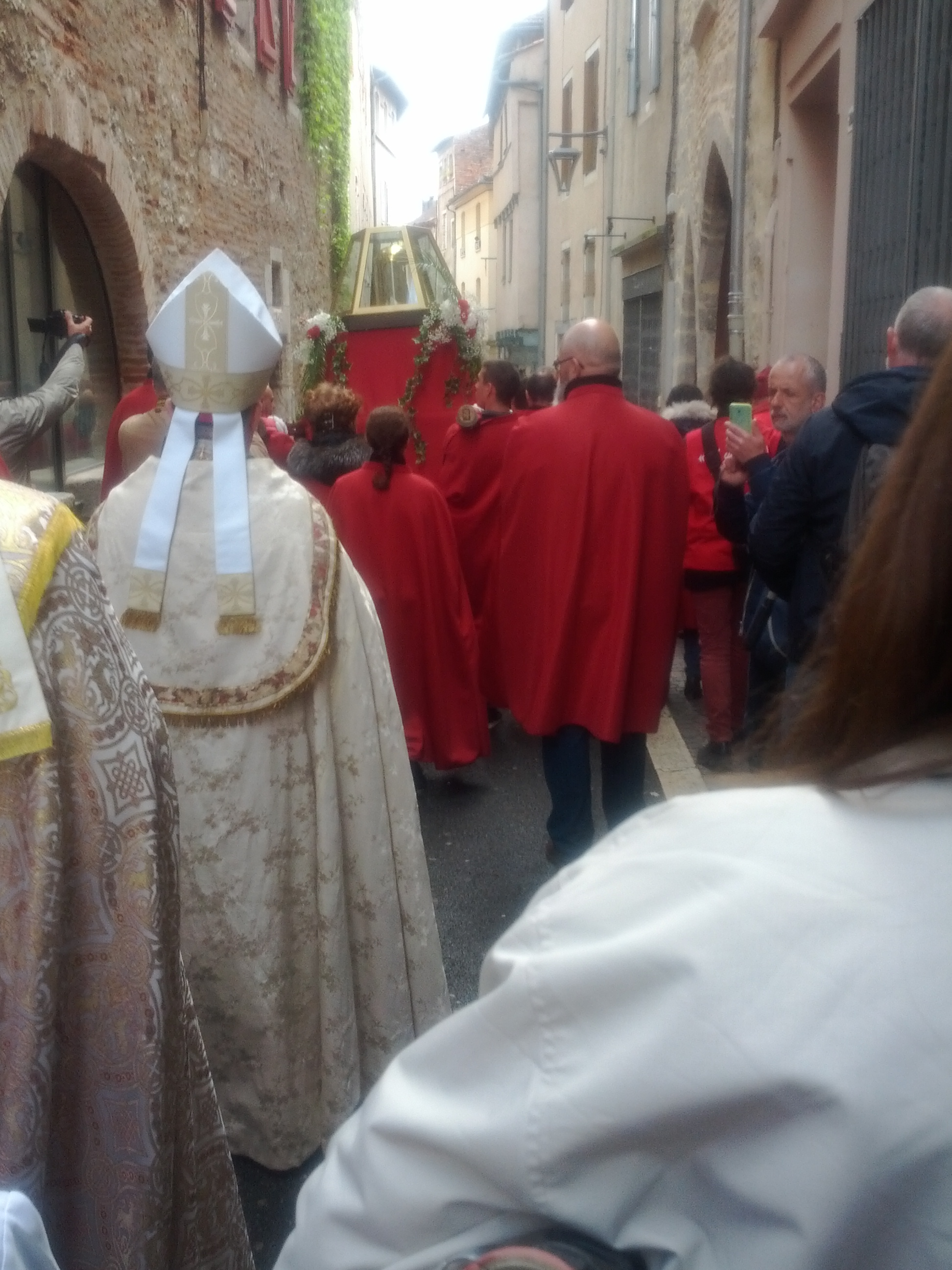
La procession rue des Soubirous.
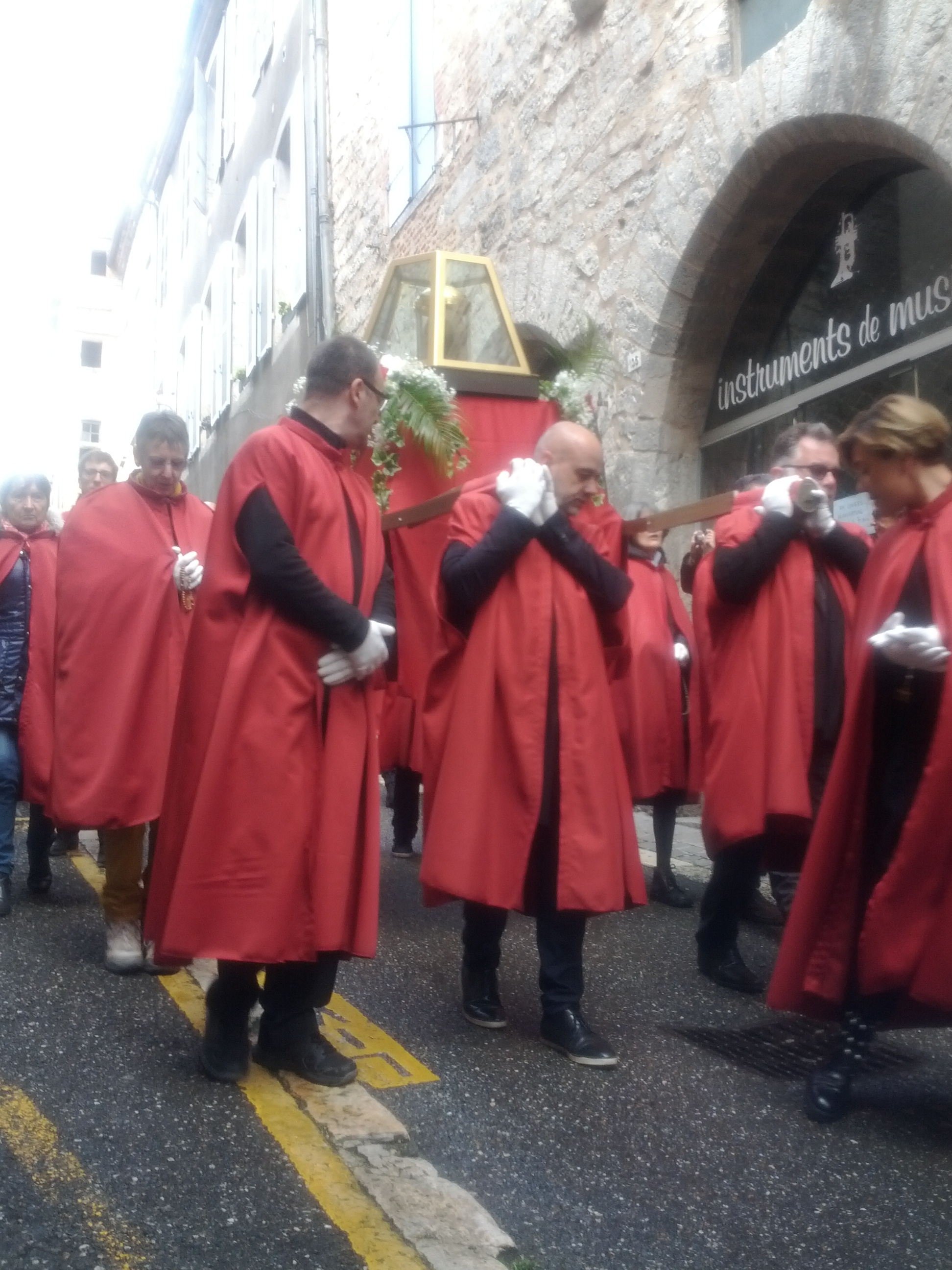
La procession rue du Château-du-Roi.
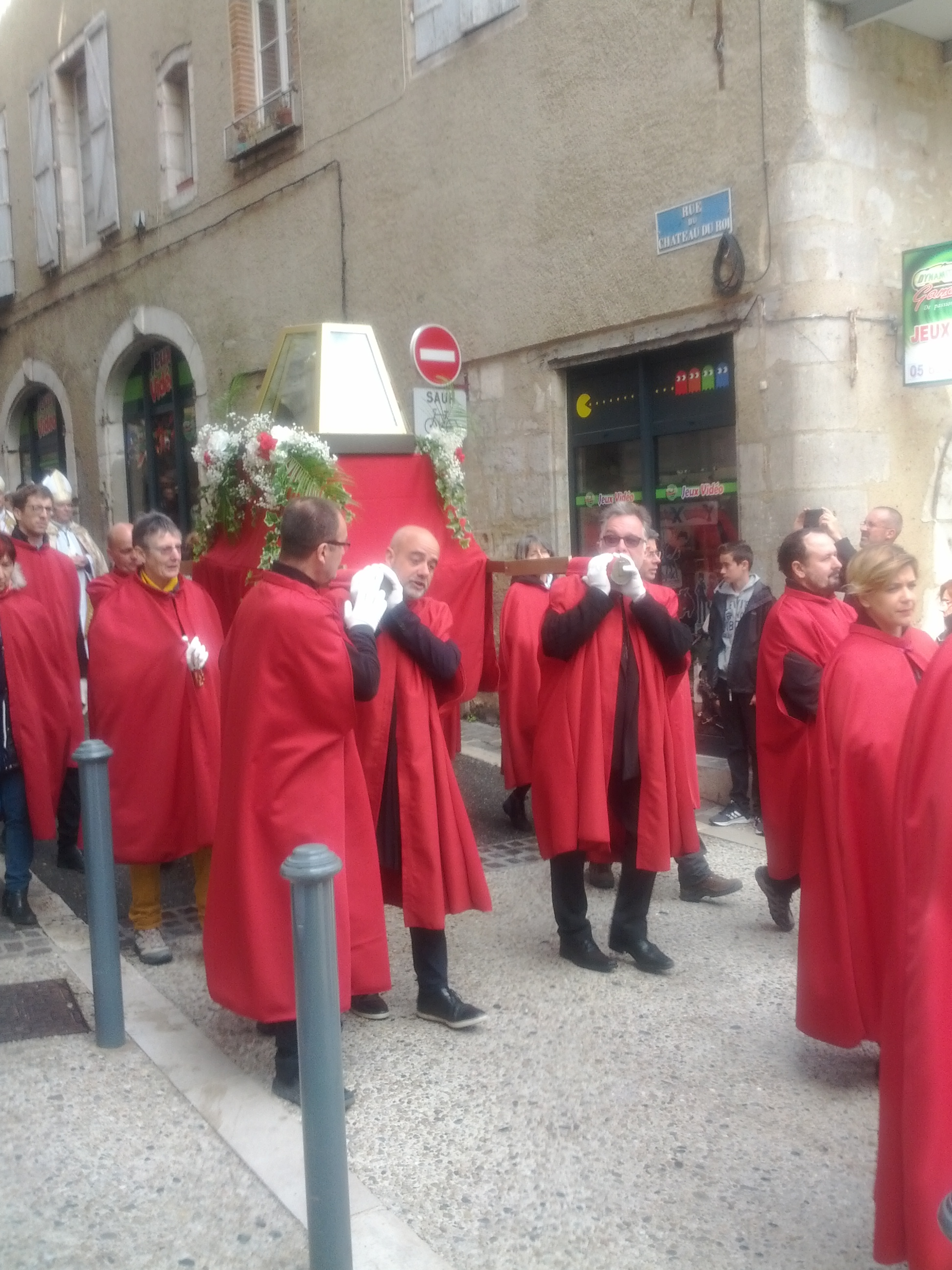
La procession rue du Château-du-Roi.
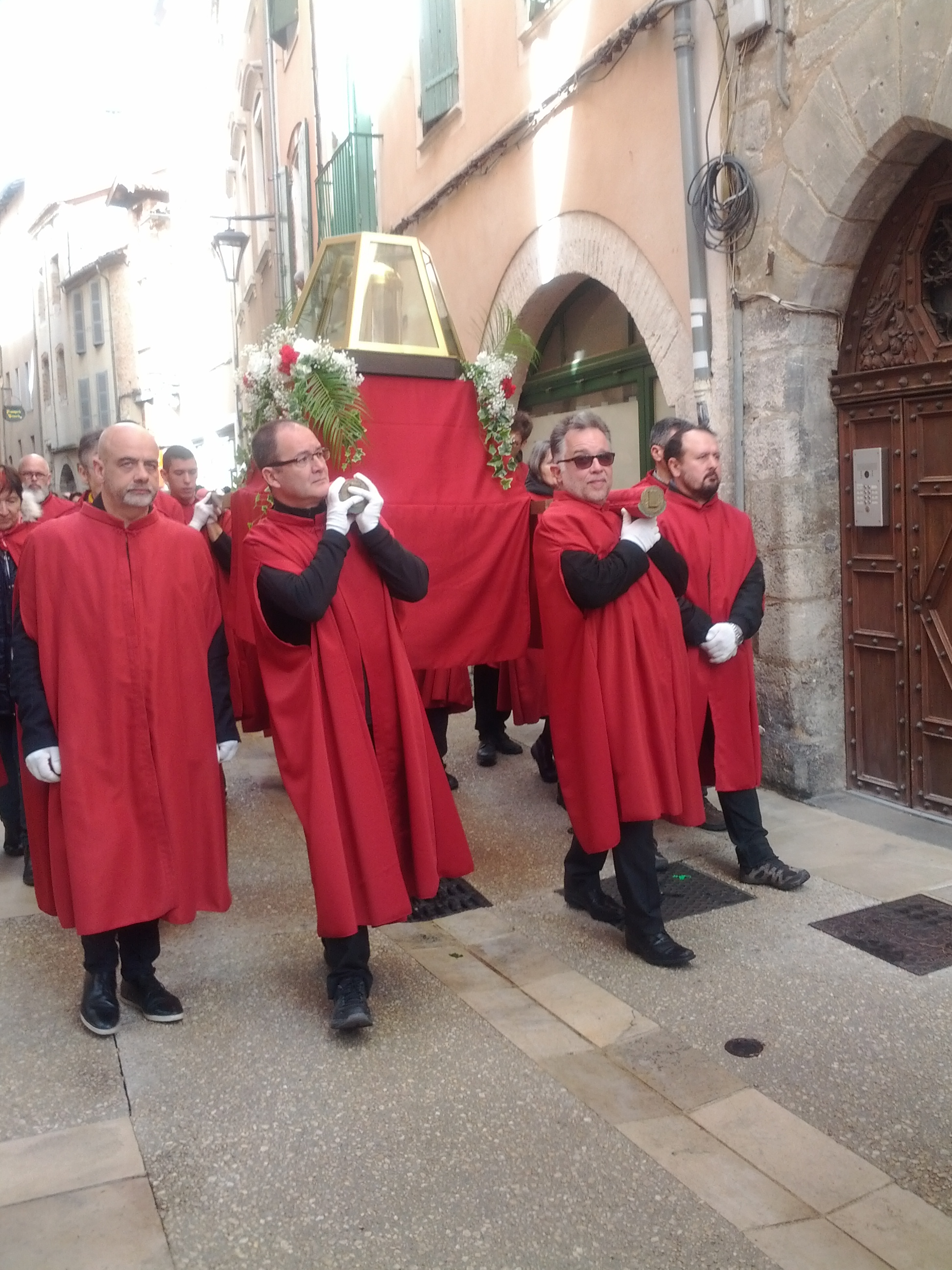
La procession rue Nationale.
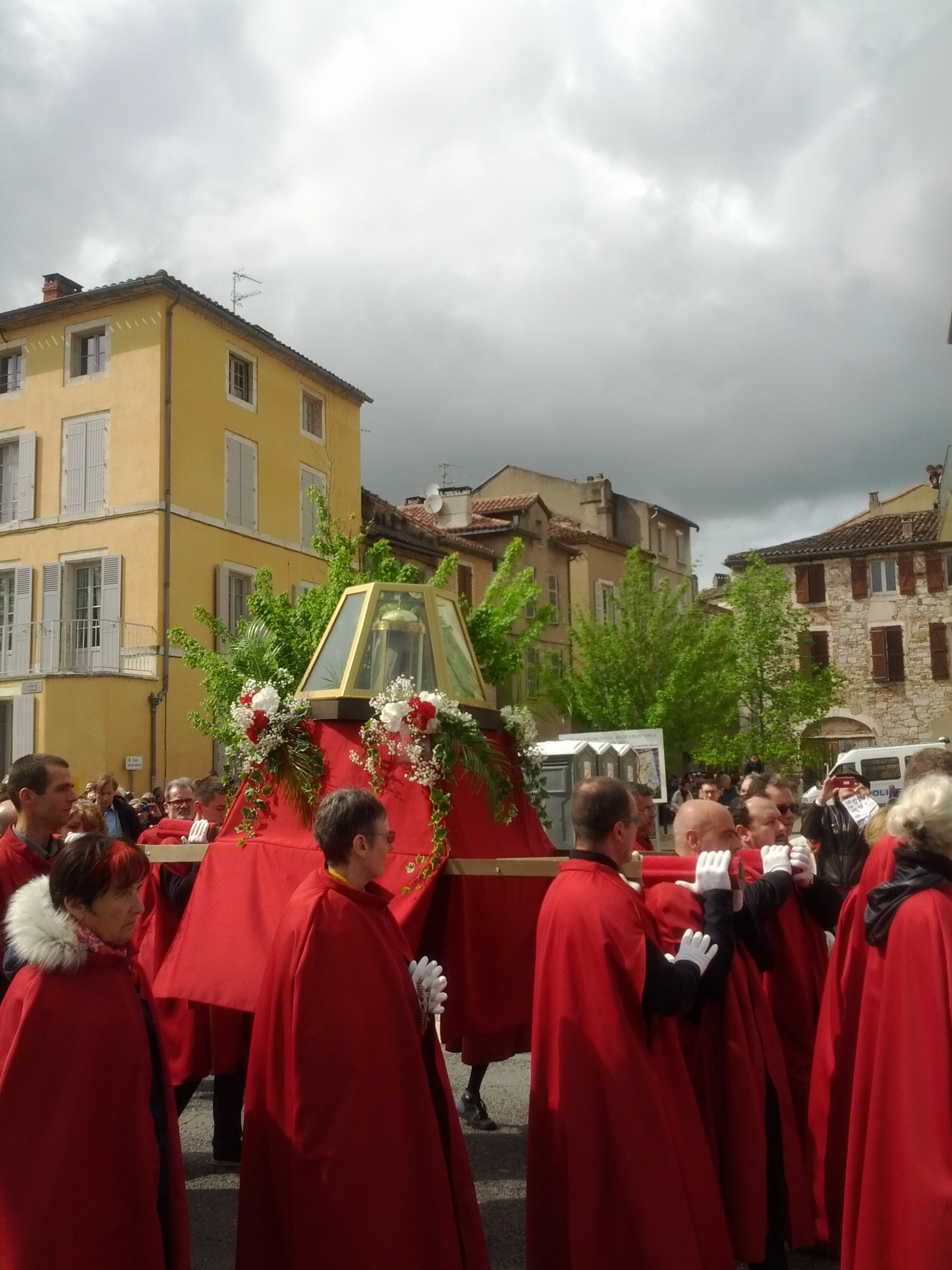
La procession place Hélène-Metges.

#### Évènements récents
Le 18 avril 2020, Mgr Laurent Camiade préside un temps de prière devant la Sainte Coiffe pour les malades du Covid-19 et ceux qui souffrent du confinement. Entre le 6 et le 11 avril 2021, semaine qui suit les fêtes de Pâques, la chapelle axiale de la cathédrale est ouverte pour permettre aux pèlerins et aux visiteurs de passer sous la Sainte Coiffe.

## Caractéristiques de la relique

### Dimensions et état général
Les dimensions sont données par plusieurs sources. Le contour de la coiffe disposée sur celui-ci, est d’environ 60 cm. La Coiffe mesure 22 centimètres de haut. De chaque côté des tempes, elle fait 18,9 cm de large, et, depuis le front jusqu’à l’extrémité des bouts qui s’allongent sous le menton 28,4 cm de long. Elle a 29,8 cm depuis le front jusqu’à la nuque, et 21,7 cm depuis la nuque jusqu’à l’extrémité des bouts qui s’allongent sous le menton. Le contour de l’ouverture en son entier, en suivant les bords, est de 100,2 cm.
D’après une notice anonyme de 1899, l’extérieur de la Coiffe, du côté droit, présente un trou, une déchirure et une trace de rouille ; l’extrémité de la coiffe « qui se prolonge sous le menton est usée et percée à jour. » À l’intérieur de la Coiffe, du côté droit, on voit plusieurs déchirures au niveau de la zone de l’oreille. À l’intérieur de la Coiffe, du côté gauche, l’extrémité qui se prolonge sous le menton est très usée.
La coiffe comporte un bouton sur la gauche et à droite disposait aussi, à l'origine, d'une ganse servant de boutonnière, permettant de fermer la bouche du mort. La notice anonyme de 1899 indique que cette ganse aurait déjà disparu à cette date.
La Sainte Coiffe est décrite comme un objet extrêmement pollué. Le tissu a été beaucoup manipulé et est abîmé. Anciennement, de nombreuses personnes venaient à Cahors pour l’apposer sur leurs visages afin de guérir leurs maux.

### Tissu
La Coiffe est constituée de huit doubles (huit linges superposés bordés d'un ourlet), de quatre textures différentes, appliqués l'un sur l'autre et cousus ensemble. Les deux tissus extérieurs sont très fins, les autres étant plus épais. Une couture part du milieu de la tête jusqu'à la nuque. Une bordure est présente à deux rangs de piqûres. 
La Coiffe serait en lin, mais les deux linges extérieurs plus fins sont mentionnés soit en crêpe-lis, soit en soie marine. Valérie Gaudrard, conservatrice régionale adjointe des monuments historiques à la Drac Occitanie, précise plus récemment : "Il semblerait plutôt que ce soit de la soie, plus d’autres matériaux textiles, d’après des constatations plus récentes."
La couleur du tissu est grise, tirant sur le jaune.
Champollion le jeune, égyptologue et originaire du Quercy, en examinant la Sainte Coiffe de Cahors en 1844, lui aurait trouvé une forme antique et orientale. Il aurait dit que la matière est du fin lin d'Égypte, que le tissu indiquait les premiers siècles du christianisme, précisant qu'on couvrait ainsi les morts dans l'Antiquité.

### Hypothèse de formation de l'image
L'image sur le tissu (c'est-à-dire les taches de sang) se serait formée au moment de l'ensevelissement de Jésus-Christ. Les proches de Jésus lui auraient mis la Coiffe servant à maintenir le menton et donc la bouche fermée. C'est à ce moment-là que la Coiffe aurait été marquée de traces de sang.

### Les taches de sang et leur rapprochement avec celles du linceul de Turin
La présence de sang a été étudiée en 1839 par MM. Lacombe (pharmacien) et Lacombe (médecin) qui la confirmèrent dans un procès-verbal ainsi que sa nature humaine (présence de sérum, albumine, fibrine). La présence de sang aurait été confirmée par une étude menée le 8 mars 1939 par un pharmacien et un chimiste. Les taches ont été répertoriées, notamment dans la notice de 1885, et Roger et Nathalie Badinet ont présenté en 1998 leur rapprochement avec celles du Linceul de Turin, éléments repris dans un ouvrage en 2001. Une grande tache de sang est visible à l'intérieur de la Coiffe et perce à l'extérieur au niveau du bas de la joue droite, correspondrait à l'arrachement de la barbe visible sur le Linceul de Turin (Suaire de Turin). Une blessure est également visible au niveau de l'arcade sourcilière gauche en correspondance possible avec la blessure sur le Linceul. Plusieurs autres empreintes de sang plus petites (sept à droite, cinq à gauche) représenteraient les blessures infligées par une couronne d'épines.
Sur l’image frontale du Linceul, une zone autour du visage se présente sans image corporelle et sans taches de sang, que Robert et Nathalie Badinet rapprochent de la présence éventuelle de la Coiffe. Pour le sang, cela peut être lié à la présence d’une mentonnière qui a épongé le sang.

## Études scientifiques sur l'objet

### État des recherches
Les quelques études sur les caractéristiques de la sainte Coiffe datent du XIXe (présence de sang, tissu), faites avec les techniques de l'époque. 
Patrice Foissac, président de la Société d’études du Lot et docteur en histoire médiévale, indique dans un article de La Vie l'existence de recherches dans les années 1990 : « Il y a eu des recherches dans les années 1990, mais elles n’ont pas été rendues publiques et des rumeurs contradictoires ont circulé ».
L'évêque Laurent Camiade indique le 16 avril 2019 sur Radio Présence qu'une campagne de recherche a été lancée début avril 2019 par la DRAC et un comité scientifique dont il est membre. Ils espèrent des résultats dans les prochains mois.

### Les recherches des sindonologues
Les sindonologues, auteurs qui défendent l'authenticité du Suaire de Turin et du soudarion d'Oviedo pensent que la sainte Coiffe de Cahors pourrait être un autre linge de l'ensevelissement du Christ.   
Ils ont notamment rapproché cette étoffe avec un bonnet que les Juifs appelaient « pathil » et qui pouvait recouvrir la tête des défunts. Elle servait de mentonnière avec deux bandes attachées sous le menton, dispositif qui servait à maintenir la bouche du mort fermée. Elle possède les caractéristiques des coiffes des premiers siècles (matière, forme, coupe, soutache la bordant, coutures).  
Ian Wilson (en), auteur britannique de nombreux ouvrages sur le linceul de Turin, indique que la loi juive, telle qu'elle est inscrite dans le Mishnah, prévoit que le corps du défunt doit être apprêté dans le tachrichim, c'est-à-dire dans un ensemble complet de vêtements funéraires comprenant en particulier, une pièce de vêtement recouvrant la tête. Les juifs appelaient ce bonnet pathil et en recouvraient la tête des morts. Pierre Milliez indique que le corps de Zacharie aurait été retrouvé, sous l'empereur Honorius (395-423), avec la tête enveloppée d'une coiffe.  
André Marion remarque que l'on identifie la Coiffe de Cahors comme étant le « soudarion » que cite saint Jean dans l’évangile. Cependant certains justifient l’existence du Soudarion d’Oviedo avec la même citation de l’évangile de saint Jean... André Marion n’écarte toutefois pas la compatibilité d’existence du Soudarion et de la Coiffe .   
Jean-Christian Petitfils, qui revendique, dans son ouvrage Jésus, le linceul de Turin comme source, remarque que la coiffe n'est pas visible sur le linceul. Il émet l'hypothèse qu'elle ait d'abord été fixée sur la tête du mort, mais retirée ensuite car "'inutile du fait de la rigidité cadavérique'" .   
L'évêque Laurent Camiade émet des réserves le 16 avril 2019 sur Radio Présence sur les travaux de rapprochement des traces de sang : "Il y a des publications déjà un peu anciennes qui répètent souvent les mêmes choses sur des analyses de ce type". Il indique que de nouveaux relevés des taches de sang sont en cours.

### Reconnaissance de la relique dans l'histoire

#### Singularité de la relique
Dans sa monographie consacrée notamment à la Coiffe de Cahors en 1885, l'abbé Boulade remarque l'unicité de ce type de linge funéraire présent à Cahors et dont il ne connaît pas d'équivalent, contrairement aux multiples linceuls revendiqués comme étant ceux ayant enveloppé le Christ. Pour l'abbé Boulage, cette singularité associée à l'historicité de l'usage du pathil plaideraient dans le sens de son authenticité. Pierre Milliez affirme aussi qu'aucune autre église au monde ne prétend détenir la Coiffe.  

#### Date d'arrivée de la relique
L'hypothèse classique date l'arrivée de la relique à la cathédrale de Cahors vers 1110, apportée par l'évèque Gérard de Cardaillac, en raison d'une inscription sur un autel, qui aurait été consacré par Calixte II en 1119 et aurait mentionné la sainte Coiffe.  

Mais il n'existe qu'un relevé de cette inscription, daté de 1634 et sujet à caution comme le souligne Patrice Foissac : la première mention assurée de l'objet dans les sources date donc de 1408. Patrice Foissac écrit : 
La seule « preuve » repose sur le témoignage tardif (1634) du chanoine François de Roaldès, qui aurait déchiffré la mention de cette consécration sur l’autel lui-même, alors au château de Cénevières. Témoignage plus que douteux puisque, outre la disparition de l’autel et du procès-verbal de la découverte, les épigraphistes jugent le relevé de l’inscription invraisemblable. À partir de cette présence improbable et jusqu'à 1408, la relique disparaît totalement des sources existantes.
Par ailleurs, Patrice Foissac a souligné, après Michelle Fournié, que plusieurs saints linges du Christ s'activent dans la région dans les mêmes années, puisque le suaire de Cadouin est transféré à Toulouse en 1392 et que le suaire de Carcassonne est connu à partir de 1397. La sainte Coiffe de Cahors, si elle est singulière par sa forme, apparaît donc dans un moment de multiplication des reliques textiles de l'ensevelissement. 

#### Importance de la relique
Patrice Foissac affirme dans le cadre d'une présentation donnée à la Société d'études du Lot que, de sa présence attestée par un écrit en 1408 jusqu’à son sauvetage lors de la prise de Cahors par les protestants en 1580, le culte de la relique serait resté extrêmement discret. Ce n’est qu’à partir de l’extrême fin du XVIe siècle et aux siècles suivants que ce culte se développe sous forme d’ostensions et processions. Il conteste la fiabilité des sources (Dominicy, Malleville, Salvat, Fouilhac, etc.) mentionnant une dévotion importante, ces sources cherchant à justifier la présence ancienne de la relique.     
L'abbé Boulade reprend, en 1885, Dominicy, qui indique l'existence d'un cartulaire dans les archives du Chapitre, recensant les miracles attribués à la relique avant 1580. La destruction des archives de la cathédrale lors de la prise de Cahors par les Huguenots cette même année fait reposer ces éléments sur une connaissance par Dominicy de son existence passée.